# 桥寺乡
桥寺乡，是中华人民共和国甘肃省临夏回族自治州临夏县下辖的一个乡镇级行政单位。

## 行政区划
桥寺乡下辖以下地区：
大刘村、大梁村、江川村、周家寺村、朱墩村、新庄窠村、尕金村和冯唐村。